# Liste der Baudenkmäler in St. Leonhard in Passeier
Die Liste der Baudenkmäler in St. Leonhard in Passeier (italienisch San Leonardo in Passiria) enthält die 35 als Baudenkmäler ausgewiesenen Objekte auf dem Gebiet der Gemeinde St. Leonhard in Passeier in Südtirol.
Basis ist das im Internet einsehbare offizielle Verzeichnis der Baudenkmäler in Südtirol. Dabei kann es sich beispielsweise um Sakralbauten, Wohnhäuser, Bauernhöfe und Adelsansitze handeln. Die Reihenfolge in dieser Liste orientiert sich an der Bezeichnung, alternativ ist sie auch nach der Adresse oder dem Datum der Unterschutzstellung sortierbar.

## Liste
| Foto |                 | Bezeichnung                                                                    | Standort                     | Eintragung                   | Beschreibung | Metadaten                                                              |
| ---- | --------------- | ------------------------------------------------------------------------------ | ---------------------------- | ---------------------------- | --- | ---------------------------------------------------------------------- |
| ja   | Datei hochladen | Alte Kaser auf der Pfistradalm ID: 16980                                       | 46° 47′ 52″ N, 11° 17′ 4″ O  | 23. Apr. 1982 (BLR-LAB 2245) | Alm | KG: Sankt Leonhard in Passeier Bauparzelle: 658                        |
| ja   | Datei hochladen | Auer in Walten ID: 16966                                                       | 46° 49′ 25″ N, 11° 18′ 37″ O | 25. Jan. 1985 (BLR-LAB 306)  | Ländliches Wohnhaus/Bauernhof | KG: Sankt Leonhard in Passeier Bauparzelle: 380, 386                   |
| ja   | Datei hochladen | Franzosenfriedhof ID: 16984                                                    | 46° 48′ 43″ N, 11° 14′ 36″ O | 18. Aug. 1955 (MD)           | Friedhof | KG: Sankt Leonhard in Passeier Grundparzelle: 209                      |
| BW   | Datei hochladen | Freisegg in Glaiten ID: 16961                                                  | 46° 49′ 32″ N, 11° 15′ 3″ O  | 23. Apr. 1982 (BLR-LAB 2245) | Ländliches Wohnhaus/Bauernhof | KG: Sankt Leonhard in Passeier Bauparzelle: 154                        |
| ja   | Datei hochladen | Gasthaus Mörre mit Hauskapelle ID: 16975                                       | 46° 45′ 38″ N, 11° 13′ 14″ O | 25. Juni 2007 (BLR-LAB 2163) | Ländliches Wohnhaus/Bauernhof | KG: Sankt Leonhard in Passeier Bauparzelle: 539/2                      |
| ja   | Datei hochladen | Heilig-Grab-Kapelle in Sand ID: 16971                                          | 46° 48′ 9″ N, 11° 14′ 23″ O  | 23. Apr. 1982 (BLR-LAB 2245) | Kapelle | KG: Sankt Leonhard in Passeier Bauparzelle: 466                        |
| ja   | Datei hochladen | Heilig-Kreuz-Kapelle ID: 16986                                                 | 46° 48′ 55″ N, 11° 15′ 2″ O  | 23. Apr. 1982 (BLR-LAB 2245) | Kapelle | KG: Sankt Leonhard in Passeier Bauparzelle: 125                        |
| ja   | Datei hochladen | Herz-Jesu-Kapelle in Sand ID: 16981                                            | 46° 48′ 8″ N, 11° 14′ 23″ O  | 23. Apr. 1982 (BLR-LAB 2245) | Kapelle | KG: Sankt Leonhard in Passeier Bauparzelle: 691                        |
| BW   | Datei hochladen | Hütter in Schweinsteg ID: 16979                                                | 46° 44′ 15″ N, 11° 12′ 25″ O | 23. Apr. 1982 (BLR-LAB 2245) | Ländliches Wohnhaus/Bauernhof | KG: Sankt Leonhard in Passeier Bauparzelle: 627/1, 627/2, 627/3, 627/4 |
| ja   | Datei hochladen | Jaufenburg ID: 16960                                                           | 46° 48′ 55″ N, 11° 15′ 9″ O  | 8. Mai 1950 (MD)             | Burg/Schloss | KG: Sankt Leonhard in Passeier Bauparzelle: 122/3 Grundparzelle: 263   |
| ja   | Datei hochladen | Kapelle zur Schmerzhaften Mutter Gottes auf Karlegg ID: 16983                  | 46° 49′ 8″ N, 11° 16′ 0″ O   | 25. Jan. 1985 (BLR-LAB 306)  | Kapelle | KG: Sankt Leonhard in Passeier Bauparzelle: 768                        |
| ja   | Datei hochladen | Lourdeskapelle in Gomion ID: 16982                                             | 46° 49′ 8″ N, 11° 13′ 33″ O  | 23. Apr. 1982 (BLR-LAB 2245) | Kapelle | KG: Sankt Leonhard in Passeier Bauparzelle: 740                        |
| ja   | Datei hochladen | Mair ID: 16959                                                                 | 46° 48′ 50″ N, 11° 14′ 52″ O | 23. Apr. 1982 (BLR-LAB 2245) | Ländliches Wohnhaus/Bauernhof | KG: Sankt Leonhard in Passeier Bauparzelle: 112                        |
| ja   | Datei hochladen | Mariä-Opferung-Kapelle auf der Mörre ID: 16974                                 | 46° 45′ 39″ N, 11° 13′ 14″ O | 23. Apr. 1982 (BLR-LAB 2245) | Kirche | KG: Sankt Leonhard in Passeier Bauparzelle: 538                        |
| BW   | Datei hochladen | Mühle beim Oberhof in Glaiten ID: 16972                                        | 46° 49′ 37″ N, 11° 14′ 42″ O | 23. Apr. 1982 (BLR-LAB 2245) | Mühle | KG: Sankt Leonhard in Passeier Grundparzelle: 491                      |
| BW   | Datei hochladen | Mühle und Backhaus beim Brandter auf Hinterplatz ID: 16956                     | 46° 48′ 36″ N, 11° 15′ 15″ O | 25. Jan. 1985 (BLR-LAB 306)  | Mühle und Backhaus; die angegebenen Geokoordinaten beziehen sich auf die Mühle, das Backhaus befindet sich auf der anderen Straßenseite.                                                                           | KG: Sankt Leonhard in Passeier Bauparzelle: 33/2, 33/3                 |
| BW   | Datei hochladen | Oberbucher mit Mühle und Backofen ID: 16973                                    | 46° 46′ 11″ N, 11° 13′ 23″ O | 23. Apr. 1982 (BLR-LAB 2245) | Ländliches Wohnhaus/Bauernhof; die Mühle befindet sich etwas südlich auf 46° 46′ 6,3″ N, 11° 13′ 23,6″ O. | KG: Sankt Leonhard in Passeier Bauparzelle: 525, 526, 530              |
| ja   | Datei hochladen | Peterjörglhaus (Schildhof Gomion) ID: 16963                                    | 46° 49′ 9″ N, 11° 13′ 35″ O  | 23. Apr. 1982 (BLR-LAB 2245) | Ländliches Wohnhaus/Bauernhof | KG: Sankt Leonhard in Passeier Bauparzelle: 251                        |
| ja   | Datei hochladen | Pfarrkirche St. Anton mit Friedhof in Walten ID: 16964                         | 46° 49′ 32″ N, 11° 17′ 19″ O | 23. Apr. 1982 (BLR-LAB 2245) | Kirche | KG: Sankt Leonhard in Passeier Bauparzelle: 343 Grundparzelle: 1444    |
| ja   | Datei hochladen | Pfarrkirche St. Leonhard mit Friedhofskapelle St. Georg und Friedhof ID: 16953 | 46° 48′ 36″ N, 11° 14′ 44″ O | 23. Apr. 1982 (BLR-LAB 2245) | Kirche | KG: Sankt Leonhard in Passeier Bauparzelle: 1, 2 Grundparzelle: 1      |
| ja   | Datei hochladen | Pfarrwidum ID: 16954                                                           | 46° 48′ 35″ N, 11° 14′ 43″ O | 23. Apr. 1982 (BLR-LAB 2245) | Widum/Kanonikerhaus | KG: Sankt Leonhard in Passeier Bauparzelle: 3                          |
| ja   | Datei hochladen | Pfarrwidum in Schweinsteg ID: 16978                                            | 46° 44′ 22″ N, 11° 12′ 39″ O | 23. Apr. 1982 (BLR-LAB 2245) | Widum/Kanonikerhaus | KG: Sankt Leonhard in Passeier Bauparzelle: 621                        |
| ja   | Datei hochladen | Rinner in Walten ID: 16965                                                     | 46° 49′ 38″ N, 11° 17′ 32″ O | 23. Apr. 1982 (BLR-LAB 2245) | Ländliches Wohnhaus/Bauernhof | KG: Sankt Leonhard in Passeier Bauparzelle: 355                        |
| ja   | Datei hochladen | Sandhof ID: 16970                                                              | 46° 48′ 5″ N, 11° 14′ 20″ O  | 23. Apr. 1982 (BLR-LAB 2245) | Geburtshaus von Andreas Hofer, einer der Standorte des MuseumPasseier | KG: Sankt Leonhard in Passeier Bauparzelle: 464/1, 464/2               |
| BW   | Datei hochladen | Scheiberhof ID: 50652                                                          | 46° 47′ 48″ N, 11° 14′ 10″ O |                              | spätgotischer Bau aus dem 15. Jahrhundert | KG: Sankt Leonhard in Passeier                                         |
| BW   | Datei hochladen | Schmiedgut in der Brunst ID: 16957                                             | 46° 48′ 47″ N, 11° 15′ 10″ O | 23. Apr. 1982 (BLR-LAB 2245) | Ländliches Wohnhaus/Bauernhof | KG: Sankt Leonhard in Passeier Bauparzelle: 37                         |
| ja   | Datei hochladen | Schnitzer auf Hinterplatz mit Backhaus ID: 16955                               | 46° 48′ 34″ N, 11° 15′ 11″ O | 23. Apr. 1982 (BLR-LAB 2245) | Ländliches Wohnhaus/Bauernhof; das Backhaus befindet sich wenige Meter südöstlich | KG: Sankt Leonhard in Passeier Bauparzelle: 29 Grundparzelle: 156      |
| ja   | Datei hochladen | St. Anna in Pfistrad ID: 16969                                                 | 46° 47′ 51″ N, 11° 17′ 5″ O  | 23. Apr. 1982 (BLR-LAB 2245) | Kapelle | KG: Sankt Leonhard in Passeier Bauparzelle: 428                        |
| ja   | Datei hochladen | St. Hippolyt auf Glaiten ID: 16962                                             | 46° 49′ 24″ N, 11° 14′ 46″ O | 23. Apr. 1982 (BLR-LAB 2245) | Kirche | KG: Sankt Leonhard in Passeier Bauparzelle: 174                        |
| ja   | Datei hochladen | St. Johann in Wans ID: 16967                                                   | 46° 49′ 12″ N, 11° 19′ 29″ O | 23. Apr. 1982 (BLR-LAB 2245) | Kirche | KG: Sankt Leonhard in Passeier Bauparzelle: 397                        |
| ja   | Datei hochladen | St. Ursula in Schweinsteg mit Friedhof ID: 16977                               | 46° 44′ 23″ N, 11° 12′ 39″ O | 23. Apr. 1982 (BLR-LAB 2245) | Kirche | KG: Sankt Leonhard in Passeier Bauparzelle: 620 Grundparzelle: 3327/3  |
| BW   | Datei hochladen | Staudenhof in Schweinsteg ID: 16976                                            | 46° 45′ 15″ N, 11° 13′ 6″ O  | 23. Apr. 1982 (BLR-LAB 2245) | Ländliches Wohnhaus/Bauernhof | KG: Sankt Leonhard in Passeier Bauparzelle: 585                        |
| ja   | Datei hochladen | Unterstickl ID: 16958                                                          | 46° 48′ 48″ N, 11° 14′ 45″ O | 23. Apr. 1982 (BLR-LAB 2245) | Ländliches Wohnhaus/Bauernhof | KG: Sankt Leonhard in Passeier Bauparzelle: 104/1                      |
| ja   | Datei hochladen | Wegkapelle in Schweinsteg ID: 16985                                            | 46° 44′ 38″ N, 11° 12′ 51″ O | 23. Apr. 1982 (BLR-LAB 2245) | Kapelle | KG: Sankt Leonhard in Passeier Grundparzelle: 3211                     |
| BW   | Datei hochladen | Wirtsguat in Walten ID: 50644                                                  | 46° 49′ 31″ N, 11° 17′ 19″ O | 15. Nov. 2022 (BLR-LAB 839)  | Gebäude mit gotischem Kern, spätgotischer Ausbaustufe um 1500, frühbarockem Ausbau Ende des 16./Anfang des 17. Jh., Überformung im Biedermeier (1. Hälfte 19. Jh.) und historistischer Erneuerung Ende des 19. Jh. | KG: Sankt Leonhard in Passeier Bauparzelle: 342                        |

Falls bei einem Baudenkmal keine Koordinaten bekannt sind, werden ersatzweise die Katasterdaten zum Zeitpunkt der Unterschutzstellung angegeben. Diese sind weder offiziell noch zwingend aktuell.
Die vom Landesdenkmalamt übernommenen Adressen können veraltet sein.
| Foto:   | Fotografie des Denkmals. Klicken des Fotos erzeugt eine vergrößerte Ansicht. Daneben finden sich zwei Symbole: |
| ID      | Identifikator beim Südtiroler Landesdenkmalamt                                                                 |
| KG      | Katastralgemeinde                                                                                              |
| MD      | Ministerialdekret                                                                                              |
| BLR-LAB | Beschluss der Landesregierung – Landesausschussbeschluss                                                       |